# You Give Good Love
Singles de Whitney Houston
Hold Me
(1984) All at Once
(1985)
Pistes de Whitney Houston
Thinking About You
(2)
You Give Good Love est une chanson de l'artiste américaine Whitney Houston, issue de son premier album, Whitney Houston et sortie en single le 22 février 1985 sous le label Arista Records. La chanson est écrite par La La et produite par Kashif. La La veut proposer la chanson à Roberta Flack mais lorsqu'elle envoie une maquette à Kashif, celui-ci pense qu'elle ira mieux à Houston et contacte le label Arista pour exprimer son intérêt. La chanson reçoit des avis positifs et apporte une certaine notoriété à Houston lorsque la journaliste Ann Landers la cite parmi les chansons qui ont des titres suggestifs.
La parution de You Give Good Love doit rendre Houston visible et lui faire une place dans le marché musical afro-américain. La chanson est numéro un du Billboard Hot Black Singles et se transforme étonnamment en tube pop puisqu'elle atteint la troisième place du hit-parade Billboard Hot 10, devenant ainsi le premier single de la chanteuse à entrer dans le top 10. Le titre est certifié disque d'or par la Recording Industry Association of America. You Give Good Love sort en single en Australie, au Canada, en Nouvelle-Zélande et au Royaume-Uni mais manque le top 40 sauf au Canada où elle atteint le top 10. La chanson remporte un prix à la treizième cérémonie des American Music Awards et deux nominations à la 28e cérémonie des Grammy Awards.
Le clip, réalisé par Karen Bellone, montre Houston dans une discothèque ainsi qu'un cadreur qui braque sa caméra sur elle. Houston interprète la chanson lors de plusieurs émissions télévisées et à des cérémonies de remise de prix comme The Tonight Show Starring Johnny Carson, The 1985 R&B Countdown et la première cérémonie des Soul Train Music Awards. Elle inclut la chanson dans la programmation de ses tournées The Bodyguard World Tour (1993-1994) et My Love Is Your Love World Tour (1999). You Give Good Love apparaît dans les compilations Whitney: The Greatest Hits (2000), Love, Whitney (2001) et The Essential Whitney Houston (2011).

## Genèse
Clive Davis, le président d'Arista, invite le producteur Kashif à voir un concert de Whitney Houston, une jeune artiste qui vient de signer un contrat avec le label, dans un bar new-yorkais. Kashif est déçu car la prestation de Houston est lounge et ne l'attire pas. Davis continue de séduire Kashif en lui envoyant une cassette de l'apparition de Houston à l'émission The Merv Griffin Show. La La, une auteure qui travaille pour la société d'imprimerie musicale de Kashif, lui envoie une cassette d'une ballade qu'elle a écrite et qui s'intitule You Give Good Love. Elle l'envoie d'abord à son idole Roberta Flack mais elle reçoit une réponse acerbe de son assistant : « Ne nous appelez plus, nous vous rappellerons ». Lorsque Kashif entend la chanson, c'est comme une idée de génie qui lui vient. Il appelle alors Gerry Griffith, un membre de l'A&R d'Arista, et lui dit : « Je crois que j'ai une photo pour vous ». Griffith et Houston se rendent dans le New Jersey au studio de Kashif. Griffith rappelle qu'il existe une cassette de la chanson mais La La voulait l'interpréter avec son piano. Lorsqu'elle finit la chanson, Griffith dit : « C'est la chanson que je cherchais ». C'est le genre de morceau qui a l'émotion dont elle a besoin et qui lui permet de chanter à fond. La parution de You Give Good Love en single doit lancer la carrière de Houston et l'introduire dans l'industrie musicale afro-américaine. Clive Davis explique la raison pour laquelle la chanson est le premier single :

« Nous voulions d'abord lui faire une place dans le marché afro-américain, autrement on l'aurait oubliée car le Top 40 ne l'aurait pas diffusée et le R&B ne l'aurait pas considérée. Nous pensions que You Give Good Love pourrait être un tube afro nous ne pensions pas que son succès irait aussi loin. Le succès a été tellement rapide que ça nous a grandement encouragé,. »

## Controverse autour des paroles
Houston gagne en notoriété lorsque You Give Good Love est citée par la journaliste Ann Landers parmi les chansons ayant un titre explicite. Landers, en répondant à un lecteur qui craint la mauvaise influence des paroles de chansons sur les enfants, écrit : « Certains paroles sont provocantes. Le titre dit tout ». Dans une interview pour Chicago Tribune, Houston répond aux commentaires de Landers : « Elle a choisi quelques chansons n'appartenant pas au Top 40 en pensant que leurs titres étaient explicites. [...] Je ne pense pas que le titre soit explicite. Cela ne dit rien d'autre que 'tu me donnes un bel amour' et il n'y a rien qui soit à connotation sexuelle ou outrageant. Je pense que Miss Landers a juste regardé le titre sans écouter la chanson ». Houston, qui se décrit elle-même comme une personne pieuse, dit qu'elle ne donne pas d'opinion à la polémique :

« Les chansons que j'interprète n'entrent pas dans cette catégorie donc je n'ai rien à ajouter. Mais je crois que la musique influence les gens. C'est une chose universelle. Tout le monde écoute de la musique. Je pense que les paroles peuvent avoir une grande influence sur le public. Je pense que les parents devraient avoir plus de contrôle sur ce que leurs enfants écoutent. S'ils ne veulent pas que leurs enfants écoutent des chansons explicites, ils devraient avoir plus de contrôle sur la situation. Les adultes peuvent acheter la musique qu'ils veulent et si cette musique est explicite, c'est qu'ils doivent l'apprécier. »

## Accueil critique
Steve Peake d'About.com place la chanson en première place du top 5 des chansons de Whitney Houston dans les années 1980. Il fait les éloges de sa prestation vocale en écrivant : « L'un des dons de Whitney Houston dans les années 1980 est sans conteste sa capacité à mélanger quelques airs soul dans ses ballades pop adult contemporary, juste assez pour que la musique attire le public urbain autant que le public pop. Cette chanson en est un exemple car Houston délivre une performance passionnée et soul qui roule sur un modeste groove R&B. [...] Même si elle n'écrit pas ses chansons, Houston montre un talent troublant pour dénicher des mélodies pop dans lesquelles elle pose sa précision vocale ». Le magazine Billboard définit la voix de Houston comme « la voix à la clarté et au contrôle exceptionnels ». Adam White, du même magazine, décrit la chanson comme « le morceau mielleux ». Un autre critique du Billboard, Brian Chin, dit que « le single triomphal pourrait être la chanson la plus classe depuis Fire and Desire ». Rashon D. Ollison de TheGrio.com déclare que You Give Good Love est « aisément sexy ».
La chanson reçoit plusieurs récompenses depuis sa sortie. You Give Good Love remporte le prix du meilleur single Soul/R&B lors de la treizième cérémonie des American Music Awards après avoir totalisée six nominations dans les catégories Soul/R&B et Pop/Rock,. Lors de la 28e cérémonie des Grammy Awards, la chanson obtient deux nominations dans les catégories meilleure chanson R&B et meilleure performance vocale féminine R&B mais perd dans les deux cas face à Freeway of Love d'Aretha Franklin.

## Accueil commercial
You Give Good Love intègre le Billboard Hot Black Singles à la 89e place le 9 mars 1985. Au bout de la neuvième semaine, le 4 mai 1985, elle intègre le top 10. Elle atteint la pôle position le 25 mai 1985 et y reste la semaine suivante, devenant le premier numéro un de Houston. Le 11 mai, elle intègre le Hot 100 et le Hot Adult Contemporary Tracks respectivement aux 67e et 40e positions. Huit semaines plus tard, le single atteint le top 10 puis atteint la troisième place le 27 juillet 1985,. Elle atteint la quatrième du Hot Adult Contemporary Tracks le 20 juillet 1985. À la fin de l'année, elle finit à la 47e place du classement annuel et à la seconde du Top Black Singles,. La chanson est certifiée disque d'or par la Recording Industry Association of America (RIAA) pour la vente de 500 000 exemplaires le 6 décembre 1995. Au Canada, la chanson démarre à la 95e place le 18 mai 1985 et atteint la neuvième position quatorze semaines plus tard, le 24 août,. Elle termine à la 76e position du classement annuel.
Dans le reste du monde, You Give Good Love sort en single en Australie, au Japon, en Nouvelle-Zélande et au Royaume-Uni. Contrairement à l'Amérique du Nord, la chanson ne devient pas un tube car les autres singles, All at Once et Saving All My Love For You, reçoivent un meilleur accueil du public, particulièrement en Europe où la stratégie marketing se base sur ces chansons. Ainsi, la chanson n'atteint même pas le top 40 : 44e en Nouvelle-Zélande, 53e en Australie et 93e au Royaume-Uni.

## Clip
Le clip de You Give Good Love est réalisé par Michael Lindsay-Hogg et produit par Karen Bellone,. Il montre un cadreur qui entre dans une salle qui a été rénovée. Houston interprète la chanson sur scène. Attirée par sa prestation, l'homme filme la chanteuse. Le magazine Time dit que le clip « raconte l'histoire d'une romance avec un caméraman et sa caméra adorée ». Liam Lacey de The Globe and Mail le considère comme « un clip ouvertement érotique » et ajoute : « Houston et le caméraman font une rencontre suggestive (le caméraman avec son zoom, et la chanteuse avec son micro) ».

## Interprétations scéniques
Houston fait la promotion de You Give Good Love en même temps que son premier album au Sweetwater à New York les 12 et 16 février 1985,. Elle interprète également la chanson lors du The Tonight Show Starring Johnny Carson le 5 avril 1985. Cette prestation est incluse dans le CD/DVD Live: Her Greatest Performances. Houston interprète la chanson à l'émission The 1985 R&B Countdown le 31 décembre 1985. Elle interprète You Give Good Love lors de la première cérémonie des Soul Train Music Awards le 23 mars 1987.  
Houston réinterprète You Give Good Love à plusieurs reprises dans ses tournées : The Greatest Love World Tour en 1986, Moment of Truth World Tour en 1987-1988 et Feel So Right Japan Tour en 1990 dont le concert au Yokohama Arena a été diffusé sur la télévision japonaise. Elle interprète cette chanson également lors de quelques concerts des The Bodyguard World Tour (1993-1994) et My Love Is Your Love World Tour (1999).
La chanson a été reprise par la chanteuse Monica, Ronald Isley, Terry Ellis et Kenny Lattimore lors de la douzième cérémonie des Soul Train Music Awards qui s'est tenue le 27 février 1998. jennifer Hudson réinterprète la chanson lors de sa première tournée en avril-mai 2009. Karen Rodriguez, l'une des finalistes d'American Idol en 2010, a passé les auditions en reprenant You Give Good Love.

## Versions dusingle
| Vinyl maxi 45 tours Single australien/britannique, 1. You Give Good Love (Extended Version) – 4:55 2. Someone for Me 3. Thinking About You Vinyl 45 tours australien/japonais, 1. You Give Good Love – 4:33 2. Greatest Love of All – 4:55 | Vinyl 45 tours britannique 1. You Give Good Love 2. Thinking About You Vinyl 45 tours américain 1. You Give Good Love – 3:58 2. Greatest Love of All – 4:55 |

## Crédits
Crédits issus du livret de l'album Whitney Houston
- Whitney Houston - chant
- J.T. Lewis - batterie
- Yogi Lee - chœurs
- Ira Siegel - guitare
- Michael O'Reilly - mixeur, ingénieur
- Kashif - arrangement, producteur

## Classements et certifications
| Classement (1985)                  | Meilleure position |
| ---------------------------------- | ------------------ |
| Australie (Kent Music Report)      | 58                 |
| Canada (RPM Top Singles)           | 9                  |
| Canada (Adult Contemporary Tracks) | 18                 |
| États-Unis (Hot 100)               | 3                  |
| États-Unis (Hot Black Singles)     | 1                  |
| États-Unis (Adult Contemporary)    | 4                  |
| États-Unis (Cash Box Top 100)      | 3                  |
| Nouvelle-Zélande (RMNZ)            | 44                 |
| Royaume-Uni (UK Singles Chart)     | 93                 |

| Classement (1985)               | Position |
| ------------------------------- | -------- |
| Canada (RPM Top Singles)        | 76       |
| États-Unis (Hot 100)            | 47       |
| États-Unis (Adult Contemporary) | 27       |
| États-Unis (Hot Black Singles)  | 2        |
| États-Unis (Cash Box Top 100)   | 25       |

### Certifications
| Pays                                     | Certification | Unités certifiées |
| ---------------------------------------- | ------------- | ----------------- |
| États-Unis (RIAA)                        | Platine       | 1 000 000^        |
| ‡ventes/streaming selon la certification |               |                   |